# Augustinerlesesaal

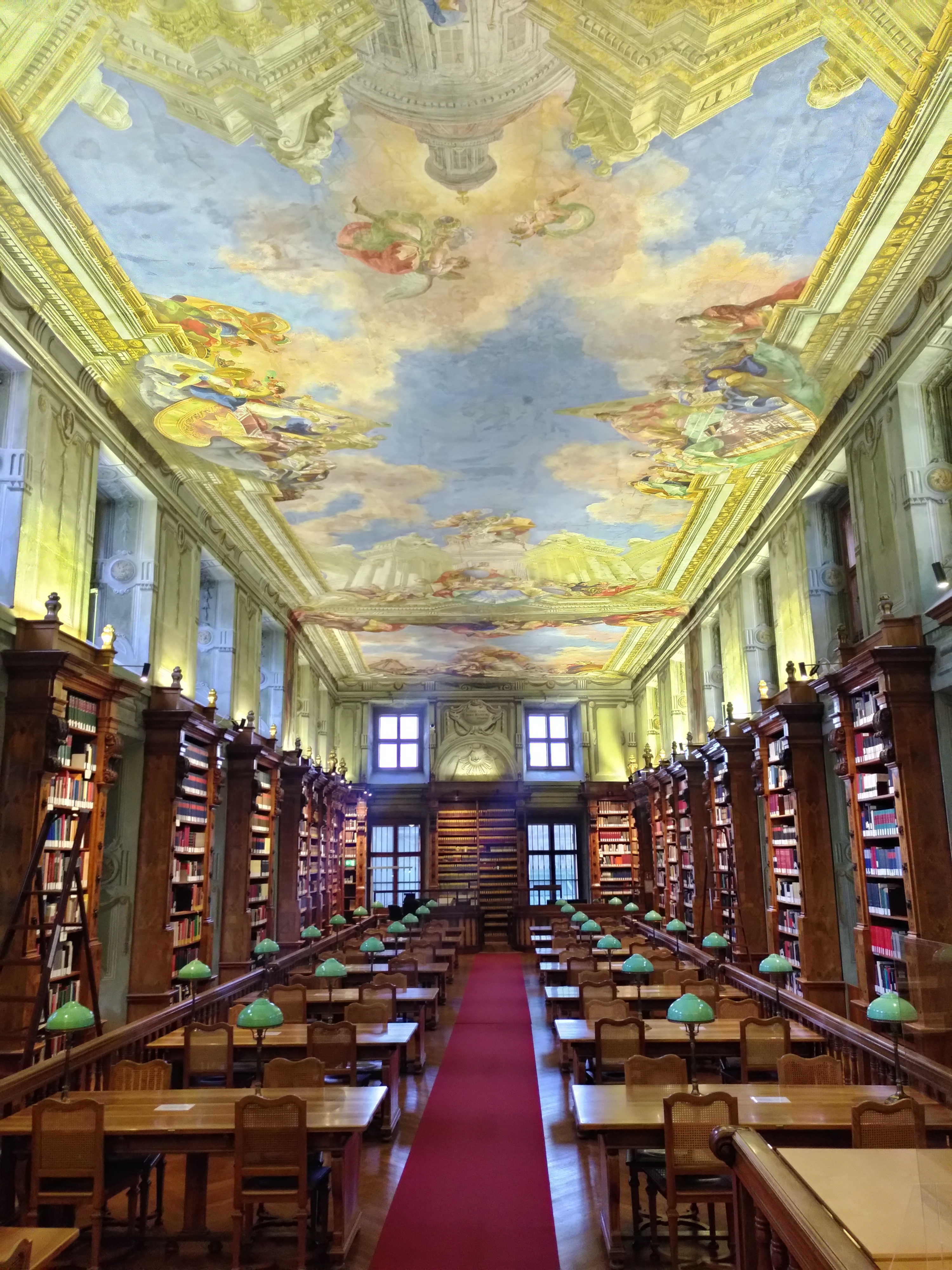
Augustinerlesesaal, Blick gegen Süden (2024)

Der Augustinerlesesaal ist ein historischer Lesesaal der Österreichischen Nationalbibliothek in Wien. Er befindet sich in der Hofburg zwischen Prunksaal der Nationalbibliothek und Augustinerkirche. Der barocke Saal im ehemaligen Augustinerkloster erhielt 1775 im Wesentlichen sein Erscheinungsbild und wurde 1830 von der kaiserlichen Bibliothek übernommen. Anlässlich der 2008 neu gegründeten Sammlung von Handschriften und alten Drucken wurde der Lesesaal gemäß den Bedürfnissen eines modernen Sonderlesesaals ausgestattet.
Das Erscheinungsbild des Raums wird durch ein dreiteiliges Deckenfresko von Johann Baptist Wenzel Bergl geprägt.

## Geschichte

Bücher über dem nördlich gelegenen Podium (2024)

1720–1721 wurde eine erste Bibliothek der Augustiner errichtet, unterhalb des späteren Augustinerlesesaals. Aufgrund der ungünstigen Lage im Schatten der 1723–1726 errichteten Hofbibliothek und unter der Regentraufe der St. Georgkapelle wurde das Gebäude 1772–1773 aufgestockt und der heute noch bestehende Bibliotheksraum errichtet und anschließend das Deckenfresko ausgeführt. "Die Klosterbibliothek wird in den Quellen als kurios beschrieben und hatte wohl eher den Charakter einer Kunst- und Wunderkammer." Vor der Übernahme durch die Hofbibliothek wurde der Saal vom Besitz des Klosters, den Büsten, Büchern und Mineralien geräumt. 1830 wurde der leere Augustinersaal schließlich übernommen. 
Bei der Beschießung Wiens durch kaiserliche Truppen in der Nacht vom 30. auf 31. Oktober des Revolutionsjahres 1848 geriet neben dem Dach der Hofbibliothek auch das Dach des Augustiner-Saales in Brand. Bergungs- und Löscharbeiten geschahen durch mutige Bibliothekare, daher mussten nur rund 900 feucht gewordene Exemplare neu gebunden werden.
Im 19. Jahrhundert erlebte der Augustinersaal eine Nutzung als Bücherdepot. Eine 1891 durchgeführte Bücherrevision ergab 80.000 Bände. 
Nach 1902 wurde ein neuer Verbindungstrakt zwischen Prunksaal und Augustinerkloster errichtet und der Raum wurde wieder zu einem Lesesaal. Zur Stabilisierung der Decke mit den Gemälden  wurden Eisenträger eingezogen. Der Saal wurde durch neue Fenster besser erhellt und eine Handbibliothek eingerichtet. 1906 konnte der neu gestaltete Raum dem Publikum zugänglich gemacht werden und bot 100 Leseplätze. Es gab eine erhebliche Erweiterung der Zahl von Entlehnberechtigten, die Ausdehnung der Öffnungszeiten auf die Zeit von 9.00 bis 16.00 Uhr und die Festsetzung einer vom 1. August bis 15. September dauernden Schließzeit, die für Reinigungs- und Revisionsarbeiten genutzt wurde.
Nach der räumlichen Ausdehnung der Österreichischen Nationalbibliothek in die Neue Burg 1966 und der Eröffnung des großen Hauptlesesaales verringerte sich die bisherige Platznot. Der Augustinersaal wurde in seiner Funktion als Hauptlesesaal von dem neuen Lesesaal abgelöst und von mehreren Abteilungen für die bibliotheksinterne Nutzung verwendet. 
Ab 1989 wurde der Saal als Speziallesebereich für das „alte und wertvolle Buch“ in Betrieb genommen. Nach einer umfassenden Renovierung, um den Anforderungen einer modernen Bibliotheksnutzung gerecht zu werden, wurde der Augustinerlesesaal 2010 wieder eröffnet. Diese Renovierung fand in Abstimmung mit dem Bundesdenkmalamt statt und berücksichtigte die historische Substanz des Raumes. Die Maßnahmen umfassten die Sanierung des Bodens, der Fenster und der Einrichtung, einschließlich Regalen, Tischen, Stühlen und Lampen. Jeder Arbeitsplatz wurde mit einem Stromanschluss versehen und eine WLAN-Station installiert. Zudem wurden die klimatischen Bedingungen verbessert, um den wertvollen historischen Beständen Rechnung zu tragen.

## Deckenfresko

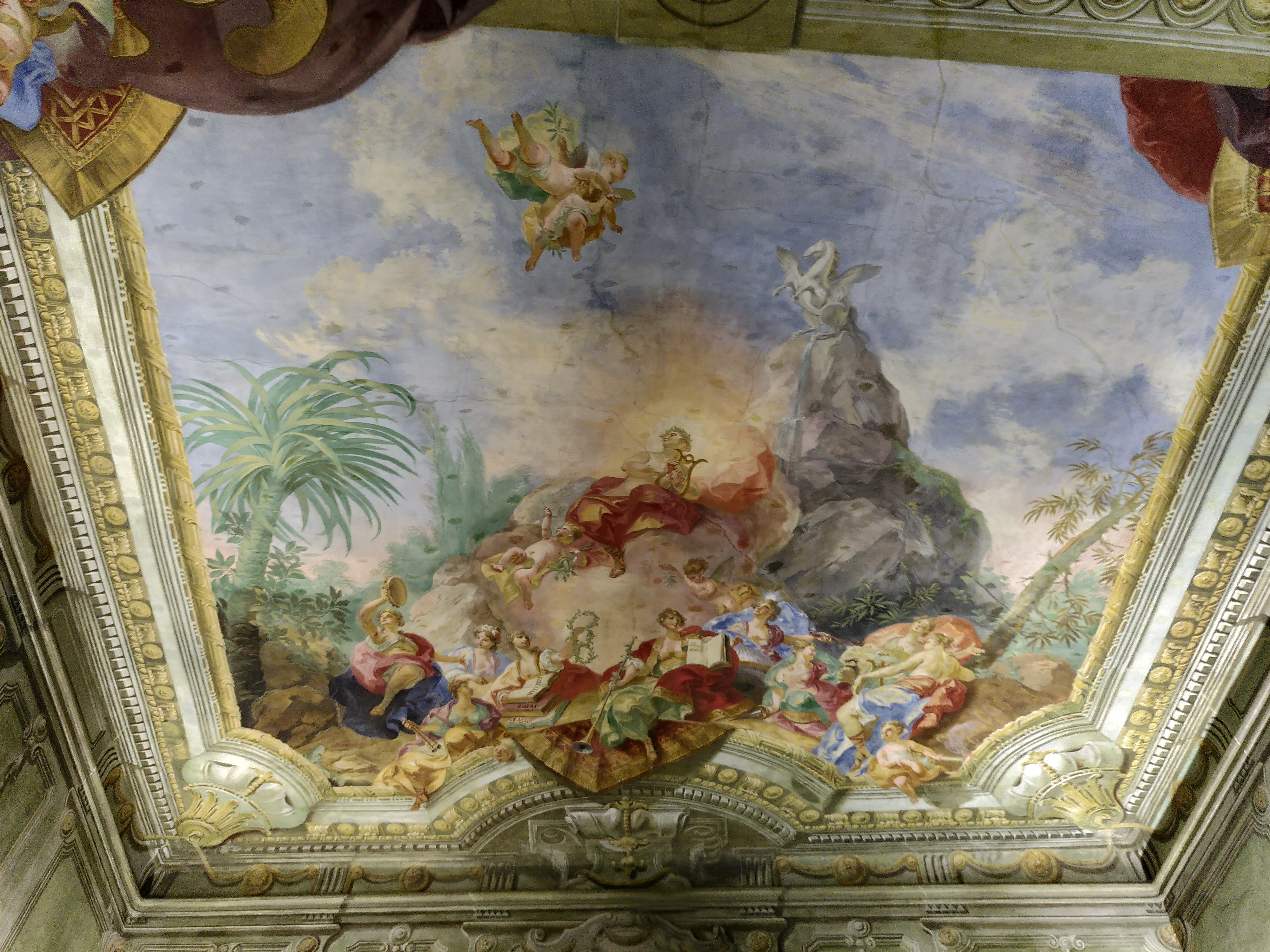
Ausschnitt aus dem Deckenfresko von Bergl

Das Deckenfresko im Augustinerlesesaal ist eines der "Glanzstücke der österreichischen Barockmalerei" und wurde vom renommierten Maler Johann (Baptist) Wenzel Bergl geschaffen. Die Ausführung des Freskos begann 1773 und wurde 1775 vollendet. 
Das Fresko ist in drei thematische Bereiche unterteilt, die sich weitgehend an der unregelmäßig rechteckigen Raumstruktur orientieren. Im Zentrum des Freskos sind die vier Fakultäten – Theologie, Medizin, Jurisprudenz und Philosophie – dargestellt, die über dem Podium am hinteren Ende des Raumes angeordnet sind. Diese zentrale Darstellung wird flankiert von allegorischen Figuren, die den Parnass sowie die Wissenschaften Mechanik und Rhetorik repräsentieren. Die Ikonographie des Freskos ist reichhaltig und symbolisch, was die Bedeutung der Wissenschaften und der Bildung im Kontext der Aufklärung unterstreicht.
Die künstlerische Ausführung und die detailreiche Gestaltung des Freskos tragen zur Atmosphäre des Augustinerlesesaals bei. Das Deckenfresko widerspiegelt die Verbindung zwischen Kunst und Wissenschaft im 18. Jahrhundert. 